# مسجد الكوع
مسجد الكوع، يعتبر من المساجد الأثرية في مدينة الطائف.

## موقعه
يُطلق عليه ايضاً مسجد الموقف، ويقع أسفل جبل أبي زبيدة على يسار المثناة إلى الطائف.

## سبب التسمية
أُطلق عليه الموقف لأن النبي صلى الله عليه وسلم وقف بهذا المكان عند قدومه إلى الطائف.

## شكله
يتخذ المسجد الشكل المربع، ويبلغ طوله 8 أمتار، وعرضه 7 أمتار، وارتفاعه 3 أمتار، وفي نهايته فناء مكشوف يبلغ طوله 7 أمتار وعرضه 4 أمتار، ويتكون من ارتفاعيين طول كل منهما 7 أمتار وعرضها 4 أمتار، ويفصل بينهما جدار يتوسطه باب معقود تكتنفه نافذتان صغيرتان، وعلى يمين الداخل من الباب يوجد محراب صغير بجانبه نافذة صغيرة مربعة الشكل، ويحيط بالمسجد سور صغير يتألف من 4 مداميك ارتفاعه متر واحد، ومدخل المسجد من الجهة الشرقية.

## مسجد الكوع والتاريخ
زار هذا المسجد محمد حسين هيكل وقال عنه:" وقفنا عند مسجد الموقف أو الكوع، وهو أفسح من مسجد عداس رقعةً ولستُ أدري أيقيم أهل القرية فيه صلاتهم، وهو ماشهدت من ضيق المكان الذي عرفته أنهم يعتبرونه مسجداً مأثوراً، لأن النبي استراح عنده بعد ملاحقة ثقيف له، ولعلهم يريدون أن ينحلوه هذه الصفة ليكون له ما لمسجد عداس من مكانة، وكان مسجد الكوع قبالة جبل المدهون قبل أن يسلك طريقهإلى حمى النمور ووادي محرم عائداً إلى مكة، ومسجد الكوع لازال قائماً حتى الآن، وقد زارته سعاد ماهر وذكرت بأنه عبارة عن مسجد صغير، ويبلغ طوله ثمانية أمتار، وعرضه سبعة أمتار، ويتقدمه مساحة مكشوفة طولها سبعة أمتار، والقسم الجنوبي يحتوي على مدخل المسجد الذي يقع هو والباب المعقود في الجدار الفاصل بين القسمين، ويحتوي الجدار الجنوبي للمسجد من الخارج على منخفض عميق، ويرتكز السقف على دعامة مربعة طول ضلعها ثمانين سنتيمتراً وارتفاعها ثلاثة أمتار، وهو ارتفاع سقف المسجد عن ارضيته، وقد طلي هذا المسجد مؤخراً بطلاء أبيض اللون، كما أنه يخلو تماماً من الزخرفة.

## انظر ايضاً
- مدينة الطائف
- مسجد قباء
- مسجد القبلتين

## وصلات خارجية
- توافد المقيمين على مسجد الكوع بعيد الطائف.
- المساجد التاريخية بالطائف بين أهميتها والاهتمام بها دينيا وسياحيا.